# Fred Dekker
Frederik Abraham (Fred) Dekker (Biervliet, 5 maart 1946) is een Nederlands cardioloog en voormalig politicus namens de Lijst Pim Fortuyn.
Dekker, die van boeren komaf is, volgde de HBS in Terneuzen en studeerde geneeskunde aan de Universiteit van Amsterdam. Hij specialiseerde zich tot cardioloog in het Sint Antonius Ziekenhuis in Utrecht.
Hij werkte in ziekenhuis Berg en Bos in Bilthoven waarvan hij vanaf 1986 een van de twee maten was. Vanaf 1992 was hij de mede-eigenaar van de particuliere kliniek Medisch Centrum Viken in Bilthoven. Deze kliniek kwam in 1997 in opspraak toen de Inspectie voor de Gezondheidszorg in actie kwam tegen de gang van zaken in de kliniek. Er was geen onafhankelijke klachtencommissie, er was onduidelijkheid over vergoedingen door verzekeraars en er zouden niet-verrichte handelingen gedeclareerd zijn. Dekker werd voor zijn rol in 1998 door de rechtbank veroordeeld tot een boete van 250.000 gulden en zes maanden voorwaardelijke gevangenisstraf. In 1999 werd hij geweigerd als lid van de Nederlandse Vereniging van Cardiologen.
Van 23 mei 2002 tot 30 januari 2003 zat hij namens de LPF in de Tweede Kamer. In 2006 was hij actief voor de Partij voor Nederland van Hilbrand Nawijn en stond op de kandidatenlijst van deze partij voor de Tweede Kamerverkiezingen in 2006. Deze partij behaalde geen zetels.
In 2003 begon hij in het Belgische Zelzate een landbouwbedrijf.
- Parlement.com: vg9fgopwxrzt